# 1118
| Calendário gregoriano                                                        | 1118 MCXVIII                                         |
| Ab urbe condita                                                              | 1871                                                 |
| Calendário arménio                                                           | 567 – 568                                            |
| Calendário bahá'í                                                            | -726 – -725                                          |
| Calendário budista                                                           | 1662                                                 |
| Calendário chinês                                                            | 3814 – 3815 Início a 25 de janeiro (aproximadamente) |
| Calendário copta                                                             | 834 – 835                                            |
| Calendário etíope                                                            | 1110 – 1111                                          |
| Calendários hindus - Vikram Samvat - Calendário nacional indiano - Cáli Iuga | 1173 – 1174 1039 – 1040 4218 – 4219                  |
| Calendário Holoceno                                                          | 11118                                                |
| Calendário islâmico                                                          | 512 – 513                                            |
| Calendário judaico                                                           | 4878 – 4879                                          |
| Calendário persa                                                             | 496 – 497                                            |
| Calendário rúnico                                                            | 1368                                                 |
| Calendário solar tailandês                                                   | 1661                                                 |

1118 (MCXVIII, na numeração romana) foi um ano comum do século XII do Calendário Juliano, da Era de Cristo, e a sua letra dominical foi F (52 semanas), teve início a uma terça-feira e terminou também a uma terça-feira.
No território que viria a ser o reino de Portugal estava em vigor a Era de César que já contava 1156 anos.
| Ano completo                       |
| ---------------------------------- |
| Ano comum com início à terça-feira |

## Eventos
- João II Comneno sucede a Aleixo I Comneno como imperador bizantino.
- Balduíno de Bourq sucede a Balduíno de Bolonha como rei de Jerusalém.
- O Papa Gelásio II sucede ao Papa Pascoal II.
- Dá-se início à fundação da Ordem dos Templários, ainda sem regra eclesiástica.
- Paio Mendes, membro da nobreza portucalense, é eleito arcebispo de Braga, isto depois de um período em que as principais dioceses portuguesas eram entregues a bispos Franceses, os altos postos da Igreja passam a ser confiados a clérigos pertencentes às famílias nobres da região.

## Nascimentos
- Odo II, Duque da Borgonha m. 1162, foi duque da Borgonha.
- Simão III de Montfort m. 1181, foi conde de Évreux e Senhor de Montfort l'Amaury.

## Mortes
- 2 de Abril - Balduíno de Bolonha, cruzado e rei de Jerusalém.
- 1 de Maio - Edite da Escócia, Rainha Consorte de Inglaterra entre 1100 e 1118 (n. 1080).
- 15 de Agosto - Aleixo I Comneno, n. 1048 foi um imperador bizantino.
- Philip Halsten, rei da Suécia.
- 21 de Janeiro - Papa Pascoal II.
- 16 de Abril - Adelaide del Vasto.
- 28 de Abril - Arnulfo de Rohes, patriarca de Jerusalém.
- Andrónico Ângelo, foi um general grego, n. 1050.